# Nieuport Memorial

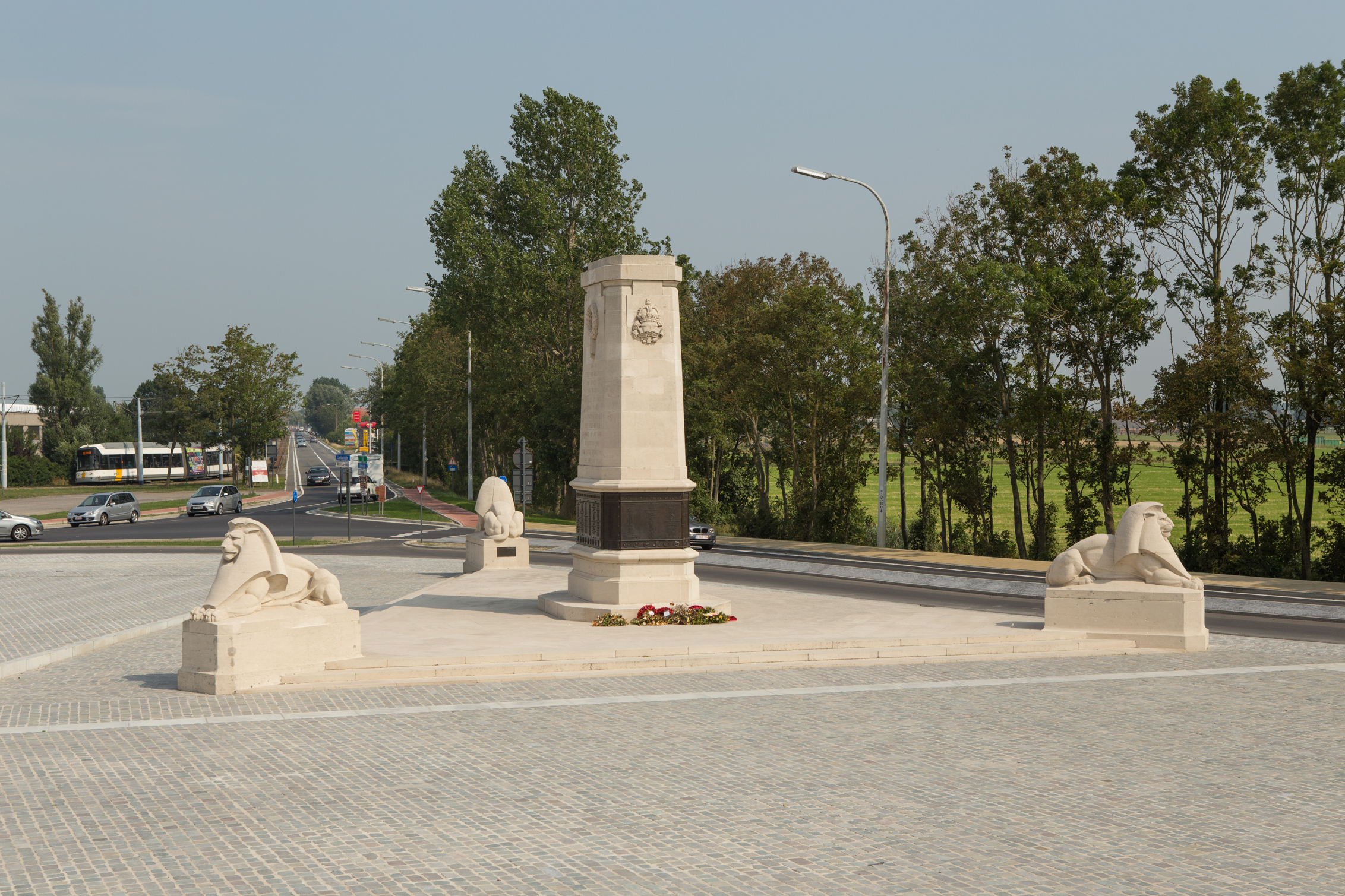
Het monument

Het Nieuport Memorial is een gedenkteken dat herinnert aan de Eerste Wereldoorlog en is gelegen in de Belgische havenstad Nieuwpoort nabij de monding van de rivier de IJzer. Op het monument staan 547 namen van Britse officieren en soldaten zonder gekend graf die in 1914 gedood werden bij de belegering van Antwerpen of de verdediging van dit deel van het westfront van juni tot november 1917. Degenen die in 1914 vochten waren lid van de Royal Naval Division. De gevechten in 1917, toen het 15e Legerkorps de lijn van Sint-Joris naar de zee verdedigde, betrof inclusief het gebruik van Duitse chemische wapens, zoals mosterdgas en Blaukreuz.
Het gedenkteken is ontworpen door de Schotse architect William Bryce Binnie en is een acht meter hoge zuil van Euvillesteen. De namen van de vermisten zijn te lezen op de bronzen panelen rond de basis van de zuil. Drie leeuwen, gebeeldhouwd door de Britse beeldhouwer Charles Sargeant Jagger, houden de wacht op de hoeken van het driehoekige geplaveid platform waarop het gedenkteken geplaatst is.
Het monument werd onthuld op 1 juli 1928 door Sir George MacDonogh, een commissaris voor de Imperial War Graves Commission. MacDonogh was stafofficier en generaal geweest voor de directie van de militaire inlichtingendienst gedurende het grootste deel van de oorlog en werd benoemd tot adjudant-generaal van de strijdkrachten in september 1918.
De site staat sinds 2023 op de Unesco-Werelderfgoedlijst als onderdeel van inschrijving Begraafplaatsen en herdenkingssites van de Eerste Wereldoorlog (Westelijk Front).